# 1428 en arts plastiques
| Années des arts plastiques : 1425 - 1426 - 1427 - 1428 - 1429 - 1430 - 1431    |
| Décennies des arts plastiques : 1390 - 1400 - 1410 - 1420 - 1430 - 1440 - 1450 |

Cette page concerne l'année 1428 en arts plastiques.

## Œuvres
- Amédée VIII de Savoie commande à son peintre officiel Jean Bapteur un manuscrit de l'Apocalypse (Escurial, E. Vit. 5) qui n'est achevé qu'une soixantaine d'années plus tard.

## Naissances

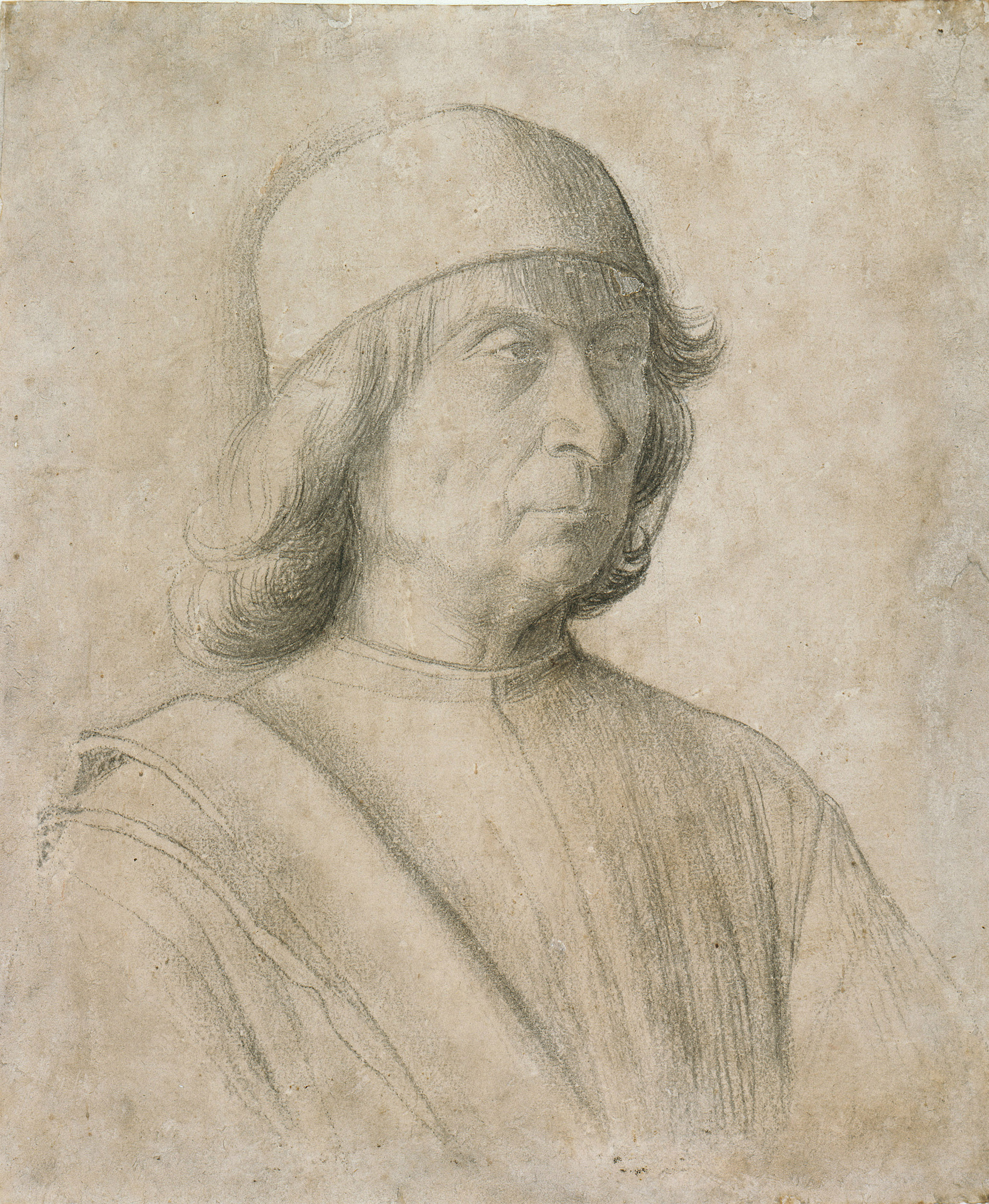
Gentile Bellini, autoportrait

- avant 1428 : Gentile Bellini, peintre italien († vers 1507).